# Symphony of Enchanted Lands II: The Dark Secret
Symphony of Enchanted Lands II: The Dark Secret (in italiano Sinfonia delle Terre Incantate parte II: l'oscuro segreto) è il quinto album della band italiana Rhapsody, pubblicato il 27 settembre 2004.
Con questo album comincia una nuova saga dal nome The Dark Secret Saga, scritta da Luca Turilli ed Alessandro Staropoli.
La precedente, Emerald Sword Saga, si era conclusa con l'album Power of the Dragonflame.
Da tale album è stato estratto il singolo The Magic of the Wizard's Dream.

## Il disco
Con questo album comincia appunto una nuova saga, la Dark Secret Saga.
Era un bel periodo per il mondo degli elfi e degli uomini, ma la profezia del demone cavaliere Nekron, ultimo figlio del Dio Kron, incombeva minacciosa. Poco dopo la sua sconfitta nell'ultima delle guerre primordiali, Nekron scrisse un oscuro testamento, i sette libri neri, scritti con il sangue degli angeli. Uno dopo l'altro, sei di questi libri vennero ritrovati. Tuttavia, l'ultimo e il più terribile di tutti, che conteneva i riti per la resurrezione del demone, non era ancora stato recuperato.
Un giorno si venne a sapere che il libro si nascondeva nelle caverne di Dar-Kunor e doveva assolutamente essere recuperato.
Per fermare il compimento della profezia, Erian, l'angelo bianco, riuscì a scrivere col proprio sangue la visione donatagli in modo da impedire la nascita del terribile figlio di Kron.
Così, secondo il consiglio del sommo Iras Algor, si formò l'ordine del drago bianco: un'invincibile alleanza tra i grandi re delle terre incantate e Dargor, rinsavito dal male. Costoro partirono per trovare il libro di Erian.
Perciò, partirono verso Erloria per raggiungere le montagne grigie più a nord. Attraversarono, per prime, le somme terre dei dragoni, ammirati dalla prodigiosa e magnifica vista.
Il viaggio si fece via via più pericoloso quando giunsero alle pendici delle mura di Hargor. Oltre quei ruderi, oltre le montagne, il gruppo poteva incontrare i soldati della setta del nero ordine, gli antichi seguaci del perfido Nekron.
Dargor discusse con il mago Vankar, suo padre adottivo. Egli rivuole il suo malvagio figlio, ma Dargor, rifiuta di sottomettersi a lui e così decide di odiarlo e combatterlo per sempre…
Giunsero finalmente sulle vette delle grigie e fredde montagne di Hargor, il vecchio re elfo Tarish, fortunatamente conosce la via per le caverne, infatti, attraversano paludi e laghi per il bene delle loro terre.
Ormai tramonta il sole sulle montagne e il gruppo ricorda, tra le fredde membra del passo, le loro amate terre: il loro viaggio poteva essere senza ritorno.

## Tracce
1. The Dark Secret: Ira Divina – 4:13
2. Unholy Warcry – 5:53
3. Never Forgotten Heroes – 5:32
4. Elgard's Green Valleys – 2:20
5. The Magic Of The Wizard's Dream – 4:30
6. Erian's Mystical Rhymes: The White Dragon's Order – 10:32
7. The Last Angels' Call – 4:37
8. Dragonland's Rivers – 3:45
9. Sacred Power Of Raging Winds – 10:06
10. Guardiani Del Destino – 5:51
11. Shadows Of Death – 8:13
12. Nightfall On The Grey Mountains – 7:20

## Formazione
- Luca Turilli - chitarra
- Alessandro Staropoli - tastiera
- Alex Holzwarth - batteria
- Fabio Lione - voce
- Patrice Guers - basso

Ha contribuito anche Dominique Leurquin (chitarra).

### Ulteriori musicisti
- Orchestra Filarmonica Bohuslav Martinu della Repubblica Ceca
- Cori epici: Thomas Rettke, Gerit Goebel, Miro Rodenberg, Cinzia Rizzo, Robert Hunecke-Rizzo, Olaf Hayer
- Coro sacro di Elgard: Bridget Fogle, Previn Moore
- Soprano: Bridget Fogle
- Coro dell'accademia di Brno
- Ensemble barocco
  - Stefan Horz - clavicembalo
  - Soeren Leupold - liuto
  - Paulina Van Laarhoven - viola da gamba
  - Manuel Staropoli - flauto barocco

### Ospiti
- Christopher Lee - canto lirico e voce narrante
- Toby Eddington